# Myfanwy Matthews
Myfanwy Matthews, född 29 december 1975, är en australisk bågskytt. Hon deltog vid olympiska sommarspelen 1996.